# Bujdosó Alpár
Bujdosó Alpár (Budapest, 1935. december 18. – 2021. május 12.) magyar költő, mérnök.

## Életpályája
Szülei Bujdosó Sándor (1909-1973) és Zofáhl Erzsébet (1909-1981) voltak. 1954–1956 között a soproni Erdőmérnöki Főiskola hallgatója volt. 1956-ban a MEFESZ Intézőbizottsági tagja volt, az év végén emigrált. 
1958–1963 között a bécsi Universität für Bodenkultur hallgatója volt. 1961-ben a magyar menekült diákszövetség külügyi alelnöke lett. 1964-től a párizsi Magyar Műhely tagja, 1973–1978 között a szövetkezet vezetője volt, 1996 óta "ősszerkesztője", 1978-tól volt bécsi társszerkesztő és felelős szerkesztő. 1999-től az Élet és Irodalom munkatársa.

## Művei
- Zárt világ (szövegek). Párizs, 1972
- 1 és 2 között az Erzsébet-hídon. Szövegmontázs. Párizs, 1980
- Irreverzibilia zeneon. Versek, képversek. Párizs, 1985
- Vetített irodalom (esszék), fotó Rosta József; Párizs–Bécs–Bp., 1993
- Avantgárd (és) irodalomelmélet. A Magyar Műhely párizsi, bécsi és magyarországi találkozóinak elméleti hozadéka; Magyar Műhely Alapítvány, Bp., 2000
- A kötchei iratok; közread. Bujdosó Alpár, Nagy Pál; Szikra, Bp., 2000
- Csigalassúsággal; Argumentum, Bp., 2002
- 299 nap. 2003
- A kötchei iratok; közread. Bujdosó Alpár, Nagy Pál; Szikra, Bp., 2000

## Csoportos kiállításai
- 1978, 1982, 1987 Budapest
- 1985 Kalocsa
- 1988 Érsekújvár

## Díjai, kitüntetései
- Kassák Lajos-díj (1978)
- Bárczi Géza-emlékérem (1985)
- Nagy Imre-emlékplakett (1993)
- A Magyar Köztársasági Érdemrend tisztikeresztje (2002)